# Burt Bacharach

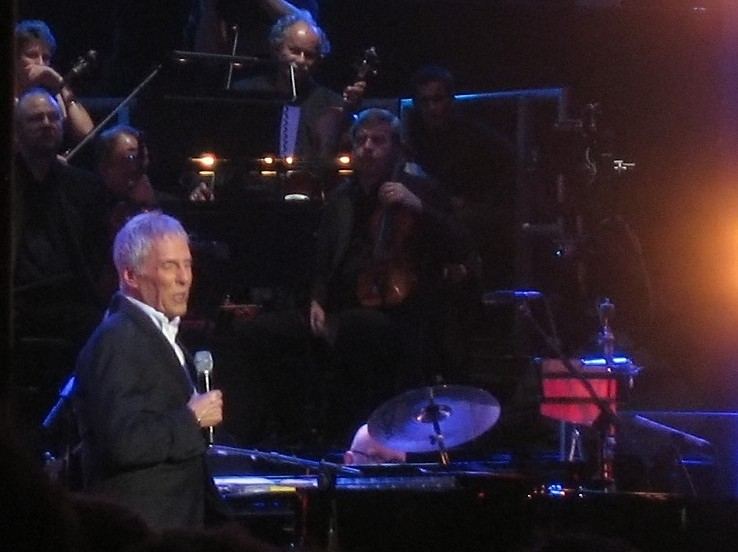
Burt Bacharach 2008.

Burt Freeman Bacharach, född 12 maj 1928 i Kansas City, Missouri, död 8 februari 2023 i Los Angeles, Kalifornien, var en amerikansk kompositör av framförallt populärmusik och filmmusik.

## Biografi
Bacharach komponerade hundratals poplåtar från slutet av 1950-talet till 1980-talet, många i samarbete med textförfattaren Hal David. Bacharachs låtar har spelats in av fler än 1000 olika artister.  Fram till 2014 hade han skrivit 73 amerikanska och 52 brittiska topp 40-hits.  Han anses ha varit en av 1900-talets viktigaste kompositörer av populärmusik.
Bacharach var Marlene Dietrichs ackompanjatör.
Bacharach var gift med skådespelaren Angie Dickinson 1965–1980 och med låtskrivarkollegan Carole Bayer Sager 1982–1991.
Han vann Grammy Award sex gånger och Oscar tre gånger. Han fick Polarpriset 2001.

## Kända melodier
- What's New Pussycat?
- Alfie
- The Look of Love
- Raindrops Keep Fallin' on My Head
- Wives and Lovers
- This Guy’s in Love with You
- Always Something There to Remind Me
- I'll Never Fall in Love Again
- Walk on By
- That's What Friends Are For
- I Say a Little Prayer For You
- Do You Know the Way to San Jose
- What the World Needs Now
- Send Me No Flowers
- Reach Out for Me
- A House is not a Home

## Filmografi i urval
- 1965 – Hej Pussycat
- 1967 – Casino Royale
- 1969 – Butch Cassidy och Sundance Kid
- 1981 – En brud för mycket
- 1988 – Arthur - skakad, inte rörd